# Liste de peintures d'Albrecht Dürer
Cette liste recense les peintures du peintre et graveur allemand Albrecht Dürer.
| Image | Title                                                                  | Year         | Technique                                           | Dimensions                                                                       | Gallery                                                        |
| ----- | ---------------------------------------------------------------------- | ------------ | --------------------------------------------------- | -------------------------------------------------------------------------------- | -------------------------------------------------------------- |
|       | Portrait de Barbara Dürer (panneau de diptyque)                        | 1490         | Huile sur bois                                      | 47 × 38 cm                                                                       | Germanisches Nationalmuseum, Nuremberg                         |
|       | Portrait du père de Dürer (panneau de diptyque)                        | 1490         | Huile sur bois                                      | 47,5 × 39,5 cm                                                                   | Galerie des Offices, Florence                                  |
|       | Armoiries es Dürer et des Hölper                                       | 1490         | Huile sur bois                                      | 47 × 39 cm                                                                       | Galerie des Offices, Florence                                  |
|       | La Crucifixion avec la Vierge, saint Jean et un donateur               | 1492-1493 c. | Huile sur bois                                      | 42 × 58 cm                                                                       | Musée Jeanne-d'Aboville, La Fère                               |
|       | Portrait de l'artiste tenant un chardon                                | 1493         | Parchemin marouflé sur toile                        | 56,5 × 44,5 cm                                                                   | Musée du Louvre, Paris                                         |
|       | L'Homme de douleurs                                                    | 1493 c.      | Huile sur bois                                      | 30 × 19 cm                                                                       | Staatliche Kunsthalle Karlsruhe                                |
|       | Vierge à l'Enfant devant une arcade (en)                               | 1495 c.      | Huile sur bois                                      | 48 × 36 cm                                                                       | Fondation Magnani-Rocca, Traversetolo                          |
|       | Portrait de Frédéric III de Saxe                                       | 1496         | Huile sur toile                                     | 76 × 57 cm                                                                       | Gemäldegalerie, Berlin                                         |
|       | Retable de Dresde                                                      | 1496         | Huile sur toiles                                    | 117 × 96,5 cm (pour le panneau central), 114 × 45 cm (pour chaque volet latéral) | Gemäldegalerie Alte Meister, Dresde                            |
|       | Saint Jérôme pénitent                                                  | c. 1496      | Huile sur panneau                                   | 23 × 17 cm                                                                       | National Gallery, Londres                                      |
|       | Scène céleste                                                          | c. 1496      | Huile sur panneau                                   | 23 × 17 cm                                                                       | National Gallery, Londres                                      |
|       | Polyptyque des Sept Douleurs                                           | c. 1496      | Huile sur panneaux                                  | 109 × 43 cm (panneau central), 63 × 46 cm (pour chaque panneau latéral)          | Alte Pinakothek, Munich et Gemäldegalerie Alte Meister, Dresde |
|       | Portrait du père de l'artiste [attribution ou copie]                   | 1497         | Huile sur panneau                                   | 51 × 40,3 cm                                                                     | National Gallery, Londres                                      |
|       | Portrait d'une jeune femme de la famille Fürleger aux cheveux détachés | 1497         | Huile sur toile                                     | 56 × 43 cm                                                                       | Städel, Francfort                                              |
|       | Portrait d'une jeune femme de la famille Fürleger aux cheveux relevés  | 1497         | Huile sur toile                                     | 56,5 × 42,5 cm                                                                   | Musées d'État de Berlin                                        |
|       | Portrait d'homme                                                       | 1497–98      | Huile sur parchemin sur panneau                     | 24,2 × 20 cm                                                                     | Heinz Kisters Collection, Kreuzlingen                          |
|       | Autoportrait aux gants                                                 | 1498         | Huile sur panneau                                   | 52,5 × 41 cm                                                                     | Musée du Prado, Madrid                                         |
|       | Lamentation                                                            | 1498         | Huile sur panneau                                   | 147 × 118 cm                                                                     | Germanisches Nationalmuseum, Nuremberg                         |
|       | Vierge à l'Enfant                                                      | 1496–1499    | Huile sur panneau                                   | 52,4 × 42,2 cm                                                                   | National Gallery of Art, Washington                            |
|       | Lot et ses Filles                                                      | 1496–1499    | Huile sur panneau                                   | 52,4 × 42,2 cm                                                                   | National Gallery of Art, Washington                            |
|       | Armoiries combinées des familles Tucher et Rieter                      | 1499         | Huile sur panneau                                   | 28 × 24 cm                                                                       | Schlossmuseum, Weimar                                          |
|       | Hans Tucher                                                            | 1499         | Huile sur panneau                                   | 28 × 24 cm                                                                       | Schlossmuseum, Weimar                                          |
|       | Felicitas Tucher, née Rieter                                           | 1499         | Huile sur panneau                                   | 28 × 24 cm                                                                       | Schlossmuseum, Weimar                                          |
|       | Portrait d'Elsbeth Tucher, née Pusch                                   | 1499         | Huile sur panneau                                   | 29 × 23 cm                                                                       | Gemäldegalerie Alte Meister, Cassel                            |
|       | Portrait d'Oswolt Krel                                                 | 1499         | Huile sur panneaux                                  | 50 × 39 cm (panneau central), 50 × 16 cm (pour chaque panneau latéral)           | Alte Pinakothek, Munich                                        |
|       | Portrait de saint Sebastien avec une flèche                            | c. 1499      | Huile sur panneau                                   | 52 × 40 cm                                                                       | Académie Carrara, Bergame                                      |
|       | Autoportrait à la fourrure                                             | 1500         | Huile sur panneau                                   | 67,1 × 48,9 cm                                                                   | Alte Pinakothek, Munich                                        |
|       | Hercule tuant les oiseaux du lac Stymphale                             | 1500         | Huile sur panneau                                   | 87 × 110 cm                                                                      | Germanisches Nationalmuseum, Nuremberg                         |
|       | Portrait d'un jeune homme                                              | 1500         | Huile sur panneau                                   | 29,1 × 25,4 cm                                                                   | Alte Pinakothek, Munich                                        |
|       | Retable Paumgartner                                                    | c. 1500      | Huile sur panneaux                                  | 155 × 126,1 cm (panneau central), 151 × 61 cm (volets latéraux)                  | Alte Pinakothek, Munich                                        |
|       | Déploration du Christ                                                  | 1500–1503    | Huile sur panneau                                   | 151 × 121 cm                                                                     | Alte Pinakothek, Munich                                        |
|       | Vierge à l'Enfant                                                      | 1503         | Huile sur panneau                                   | 24,1 × 18,3 cm                                                                   | Musée d'Histoire de l'art, Vienne                              |
|       | Retable Jabach                                                         | c. 1503-1504 | Huile sur panneaux                                  | 94 × 51 cm (panneau gauche), 94 × 57 cm (panneau droit)                          | Städel, Francfort et Musée Wallraf-Richartz, Cologne           |
|       | Adoration des mages                                                    | 1504         | Huile sur panneau                                   | 99 × 113,5 cm                                                                    | Offices, Florence                                              |
|       | Portrait d'homme                                                       | c. 1504      | Huile sur panneau                                   | 43 × 29 cm                                                                       | Musée des Beaux-Arts, Budapest                                 |
|       | Portrait d'une jeune femme vénitienne                                  | 1505         | Huile sur panneau                                   | 32,5 × 24,5 cm                                                                   | Musée d'Histoire de l'art, Vienne                              |
|       | Salvator Mundi [inachevé]                                              | 1505         | Huile sur panneau                                   | 58,1 × 47 cm                                                                     | Metropolitan Museum of Art, New York                           |
|       | Portrait de Burkard von Speyer                                         | 1506         | Huile sur panneau                                   | 31,7 × 26 cm                                                                     | Royal Collection                                               |
|       | La Vierge de la fête du rosaire                                        | 1506         | Huile sur panneau                                   | 162 × 194,5 cm                                                                   | Galerie nationale de Prague                                    |
|       | Portrait de jeune homme                                                | 1506         | Huile sur panneau                                   | 50 × 40 cm                                                                       | Palazzo Rosso, Gênes                                           |
|       | La Vierge au serin                                                     | 1506         | Huile sur panneau                                   | 91 × 76 cm                                                                       | Musées d'État de Berlin                                        |
|       | Jésus parmi les docteurs                                               | 1506         | Huile sur panneau                                   | 64,3 × 80,3 cm                                                                   | Musée Thyssen-Bornemisza, Madrid                               |
|       | Portrait d'une femme vénitienne                                        | 1506–1507    | Huile sur panneau                                   | 28,5 × 21,5 cm                                                                   | Musées d'État de Berlin                                        |
|       | Adam et Ève                                                            | 1507         | Huile sur panneaux                                  | 209 × 81 cm (pour chaque panneau)                                                | Musée du Prado, Madrid                                         |
|       | Portrait de jeune homme                                                | 1507         | Huile sur panneau                                   | 35 × 29 cm                                                                       | Musée d'Histoire de l'art, Vienne                              |
|       | Allégorie de l'Avarice                                                 | 1507         | Huile sur panneau                                   | 35 × 29 cm                                                                       | Musée d'Histoire de l'art, Vienne                              |
|       | Portrait d'une jeune fille                                             | 1507         | Huile sur panneau transférée d'un parchemin         | 30 × 20 cm                                                                       | Musées d'État de Berlin                                        |
|       | Martyre des dix mille chrétiens                                        | 1508         | Huile sur toile, transférée d'un panneau            | 101 × 89 cm                                                                      | Musée d'Histoire de l'art, Vienne                              |
|       | Retable Heller [copie]                                                 | 1508–1509    | Huile et tempera sur panneaux                       | 189 × 138 cm (partie centrale)                                                   | Musée historique de Francfort                                  |
|       | Sainte Famille                                                         | 1509         | Huile sur panneau                                   | 31 × 39 cm                                                                       | Musée Boijmans Van Beuningen, Rotterdam                        |
|       | L'Adoration de la Sainte Trinité (Retable Landauer)                    | 1511         | Huile sur panneau                                   | 135 × 123,4 cm                                                                   | Musée d'Histoire de l'art, Vienne                              |
|       | La Vierge à la poire                                                   | 1512         | Huile sur panneau                                   | 49 × 37 cm                                                                       | Musée d'Histoire de l'art, Vienne                              |
|       | L'Empereur Charlemagne et l'Empereur Sigismond                         | c. 1512      | Huile et tempera sur panneaux                       | 215 × 115 cm (chaque panneau, avec le cadre)                                     | Germanisches Nationalmuseum, Nuremberg                         |
|       | La Madone à l'œillet                                                   | 1516         | Huile sur panneau                                   | 36 × 25 cm                                                                       | Alte Pinakothek, Munich                                        |
|       | Portrait de Michael Wolgemut                                           | 1516         | Huile et tempera sur panneau                        | 29 × 27 cm                                                                       | Germanisches Nationalmuseum, Nuremberg                         |
|       | Portrait d'un ecclésiastique                                           | 1516         | Huile sur parchemin                                 | 41,7 × 32,7 cm                                                                   | National Gallery of Art, Washington                            |
|       | Les Apôtres Philippe et Jacques                                        | 1516         | Tempera sur panneaux                                | 45 × 38 cm et 46 × 37 cm                                                         | Offices, Florence                                              |
|       | Le Suicide de Lucrèce                                                  | 1518         | Huile sur panneau                                   | 168 × 74,8 cm                                                                    | Alte Pinakothek, Munich                                        |
|       | La Vierge Marie en prière                                              | 1518         | Huile sur panneau                                   | 53 × 43 cm                                                                       | Musées d'État de Berlin                                        |
|       | Vierge à l'Enfant avec sainte Anne                                     | 1519         | Huile et tempera sur toile, transférée d'un panneau | 60 × 50 cm                                                                       | Metropolitan Museum of Art, New York                           |
|       | Portrait de Jakob Fugger dit le Riche                                  | c. 1520      | Tempera sur toile                                   | 69 × 53 cm                                                                       | Staatsgalerie, Augsburg                                        |
|       | Portrait de l'empereur Maximilien Ier                                  | 1519         | Huile sur panneau                                   | 74 × 61,5 cm                                                                     | Musée d'Histoire de l'art, Vienne                              |
|       | Portrait de l'empereur Maximilien Ier                                  | 1519         | Tempera sur toile                                   | 83 × 65 cm                                                                       | Germanisches Nationalmuseum, Nuremberg                         |
|       | Portrait d'un homme à barbe blanche et bonnet rouge                    | 1520         | Tempera sur toile collée sur bois                   | 40 × 30 cm                                                                       | Musée du Louvre, Paris                                         |
|       | Tête de Femme                                                          | c. 1520      | Tempera sur toile                                   | 25,5 × 21,5 cm                                                                   | Bibliothèque nationale de France, Paris                        |
|       | Portrait de Bernhard von Reesen                                        | 1521         | Huile sur panneau                                   | 45,4 × 31,5 cm                                                                   | Gemäldegalerie Alte Meister, Dresde                            |
|       | Portrait d'homme (Rodrigo de Almada)                                   | 1521         | Huile sur panneau                                   | 50 × 32 cm                                                                       | Musée Isabella Stewart Gardner, Boston                         |
|       | Saint Jérôme                                                           | 1521         | Huile sur panneau                                   | 60 × 48 cm                                                                       | Museu Nacional de Arte Antigua, Lisbonne                       |
|       | Portrait d'un homme avec un béret et un rouleau de parchemin           | 1521         | Huile sur panneau                                   | 50 × 36 cm                                                                       | Musée du Prado, Madrid                                         |
|       | Vierge à l'Enfant avec sainte Anne                                     | 1523         | Huile sur panneau                                   | 75 × 64,5 cm                                                                     | Musée de la collection Jean-Paul II, Varsovie                  |
|       | Vierge à la poire                                                      | 1526         | Huile sur panneau                                   | 43 × 31 cm                                                                       | Offices, Florence                                              |
|       | Portrait de Jakob Muffel                                               | 1526         | Huile sur toile, transférée d'un panneau            | 48 × 36 cm                                                                       | Musées d'État de Berlin                                        |
|       | Portrait de Hieronymus Holzschuher                                     | 1526         | Huile sur panneau                                   | 51 × 37 cm                                                                       | Musées d'État de Berlin                                        |
|       | Portrait de Johannes Kleberger                                         | 1526         | Huile sur panneau                                   | 36,5 × 36,5 cm                                                                   | Musée d'Histoire de l'art, Vienne                              |
|       | Les Quatre Apôtres                                                     | 1526         | Huile sur panneaux                                  | 212,8 × 76,2 cm (chaque panneau)                                                 | Alte Pinakothek, Munich                                        |
|       | La Montée au Calvaire                                                  | 1527         | Huile sur panneau                                   | 32 × 47 cm                                                                       | Académie Carrara, Bergame                                      |